# Turnul Spremberger

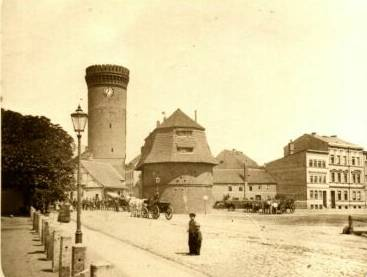

Turnul Spremberger (numele original în germană: Spremberger Turm) este emblema orașului Cottbus din Germania. Numele îi provine de la strada unde e situat, Spremberger Straße, în traducere Strada care duce spre orașul Spremberg. Turnul a fost construit în secolul al XIII-lea. Are înălțimea de 31 m. În partea de sus a turnului se află un ceas montat pe el în anul 1906. Vârful turnului oferă o priveliște panoramică asupra orașului. Turnul a făcut parte dintr-o fortăreață a orașului medieval lungă de 1.200 m, dar în prezent aceasta nu mai există.
În anul 1810 o mare parte din turn s-a prăbușit, dar în anul 1823 a fost reconstruit de către renumitul arhitect și pictor prusac Karl Friedrich Schinkel. Ultima dată când a fost renovat a fost în anul 2000 - de către arhitectul Ulrich Sasse.

## Localizare

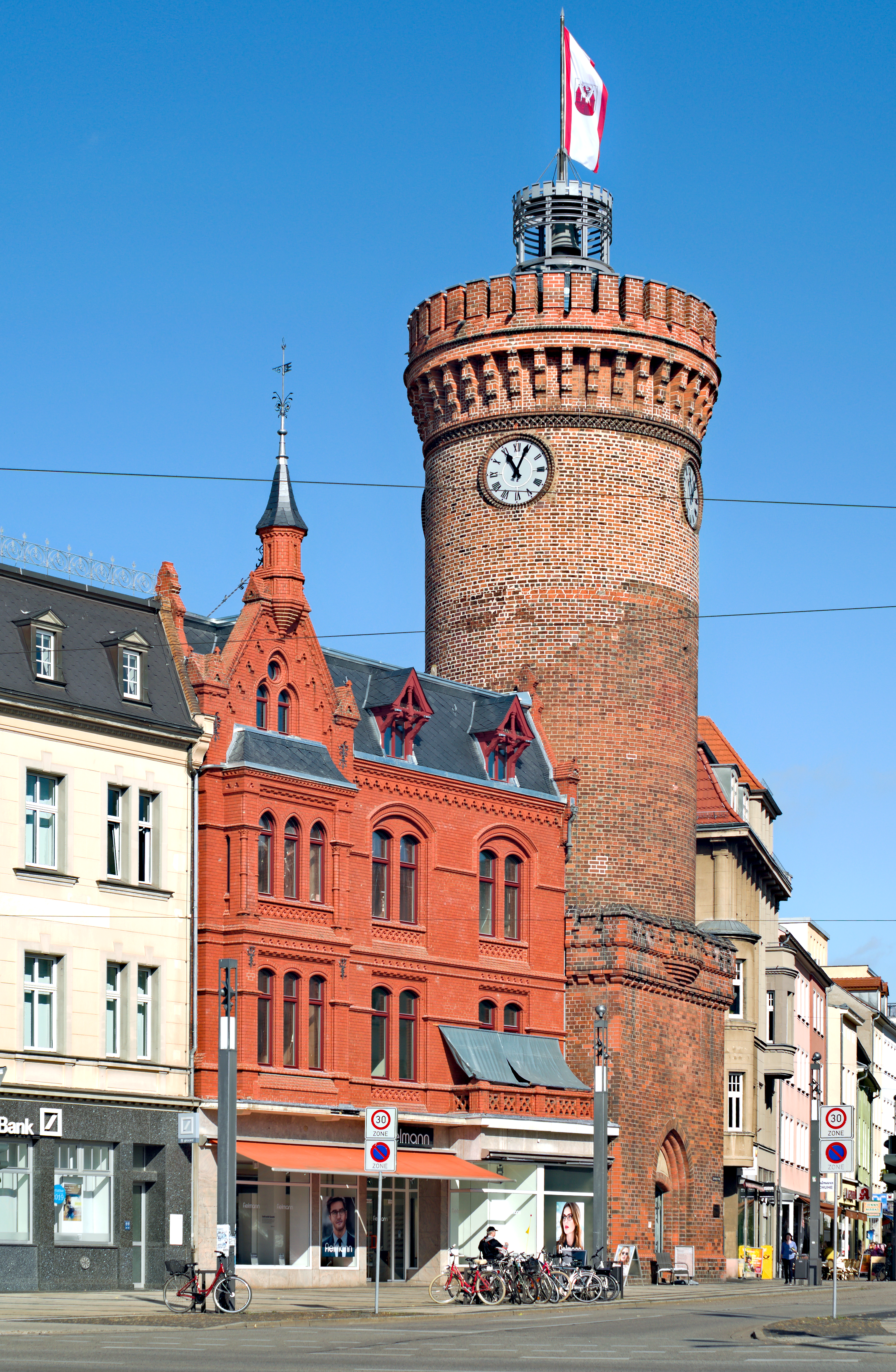
Turnul astăzi

Turnul Spremberger se află la capătul străzii Spremberger.

## Date statistice
- Înălțime: 31 m
- Diametrul bazei: 8,89 m
- Diametrul corpului: 7,67 m
- Grosimea zidului: 1,61 m

## Program
Poate fi vizitat din mai până în octombrie între orele 10:00 și 18:00. Intrarea este gratuită.